# Poza szatanem
Poza szatanem (fr. Hors Satan) – francuski dramat filmowy z 2011 roku w reżyserii Bruno Dumonta. Zdjęcia kręcono w departamencie Pas-de-Calais (Ambleteuse, Bazinghen).
Obraz prezentowany był podczas 64. MFF w Cannes w ramach sekcji "Un Certain Regard".

## Opis fabuły
Córka farmera opiekuje się zdziwaczałym mężczyzną, który żyje samotnie w okolicy. Ten, popełniając dwa morderstwa, pomaga wypędzić zło, które się tu zadomowiło.

## Obsada
- David Dewaele − mężczyzna
- Alexandre Lemâtre − ona
- Valérie Mestdagh − matka
- Juliette Bacquet − dziewczyna
- Sonia Barthélémy − matka dziewczyny
- Christophe Bon − strażnik
- Dominique Caffier − mężczyzna z psem
- Aurore Broutin − turystka